# Roger Guenveur Smith
Roger Guenveur Smith est un acteur américain né le 27 juillet 1955 à Berkeley en Californie.

## Filmographie

### Cinéma
- 1988 : School Daze : Gammite Yoda
- 1989 : Do the Right Thing : Smiley
- 1990 : The King of New York : Tanner
- 1992 : Dernière Limite : Eddie
- 1992 : Malcolm X : Rudy
- 1993 : Poetic Justice : Heywood
- 1995 : The Beast : un avocat
- 1995 : Panther : Pruitt
- 1995 : Tales from the Hood : Rhodie
- 1996 : Get on the Bus : Gary
- 1997 : Le Secret du bayou : Lenny Mereaux
- 1998 : He Got Game : Big Time Willie
- 1999 : Summer of Sam : Détective Curt Atwater
- 1999 : Facade : Henson
- 2000 : Destination finale : Agent Schreck
- 2002 : Chasseurs de primes : Julian Ramose
- 2003 : Les Maîtres du jeu : Marlo
- 2004 : Justice : Carter
- 2004 : Joy Road : Charles Blocker
- 2006 : Fatwa : Samir al-Faied
- 2006 : Better Mus Come : Michael Manley
- 2006 : Confessions : père Jeffrey
- 2006 : God's Waiting List : Solomon Corbin
- 2006 : Mercenary : Anthony Chapel
- 2007 : Manhattan Samouraï : Détective Craig Barnes
- 2007 : I Believe in America : Cesar
- 2007 : The Take : Dr Phineas
- 2007 : American Gangster : Nate
- 2007 : Cover : Kevin Wilson
- 2008 : Bold As Love : Darnell
- 2009 : Fighting : Jack Dancing
- 2009 : The Rothstein Diamond : Walter
- 2010 : Caller ID : Blake
- 2010 : Napoleonic : James Kingston
- 2010 : Mooz-Lum : Hassan Mahdi
- 2010 : Page 36 : Avoe Vullaley
- 2010 : Salvation Road : un homme
- 2011 : Un flic pour cible : Hanky
- 2011 : CornerStore : Earl
- 2011 : Identité secrète : M. Miles
- 2011 : Better Mus' Come : le premier Ministre
- 2011 : Lost Revolution : Cesar
- 2012 : Ring di Alarm!
- 2012 : Missed
- 2012 : In the Hive : Paris
- 2012 : Promesas : Victor
- 2013 : Empire State : Agent Marichal
- 2013 : Water & Power : Turnvill
- 2013 : They Die by Dawn : Jourdon Anderson
- 2015 : Dope : Austin Jacoby
- 2015 : Dutch Book : Cornelius Parks
- 2015 : But Not for Me : Raymond Little
- 2015 : Supermodel : Max
- 2015 : Chi-Raq : le vendeur d'assurance bleu-blanc-rouge
- 2016 : Naissance d'une nation : Isaiah
- 2016 : Dirty : Détective Berg
- 2016 : Why Lie? Beer, Woman, Chicken Wings : Dubs Miguel
- 2017 : Bitch : Steven Sheriff
- 2017 : The Queen of Hollywood Blvd : Duke
- 2017 : The Clapper : Dr Rogers B. Hay
- 2017 : Dr. Brinks & Dr. Brinks : Paul Sydney
- 2017 : Exhortation : Todd Birnie
- 2017 : Marshall : La Vérité sur l'affaire Spell : Walter White
- 2018 : The Choir Director : Jonathan Smith
- 2018 : No More Mr Nice Guy : El Gato
- 2018 : The Other Side : Martin
- 2018 : Burning Shadow : M. Jones
- 2019 : It's Not About Jimmy Keene : Bukka
- 2019 : Hollow Point : Détective Chuck Bryant
- 2019 : I'll See You Around : Michael Gomez
- 2019 : My Father Belize : Oncle Nacio
- 2020 : Influence : Bradley Hudson
- 2020 : The Available Wife : Walter
- 2020 : The Five Rules of Success : Santos
- 2020 : The Business of Christmas : Oscar Franklin
- 2021 : Real Talk : Oliver James
- 2022 : Thoughts Are Things : Joshua Turner
- 2022 : Emmett Till : Dr Howard
- 2023 : To Live and Die and Live : Reed Jennings
- 2024 : Heaven is Nobody's : Big Man
- 2024 : Riff Raff : le père de Sandy
- 2025 : Intercept : Gouverneur James Williams
- 2025 : Fractured : M. Benson

### Télévision
- 1990 : Campus Show : Professeur Howard Randolph (5 épisodes)
- 1991 : Murphy Brown : un homme dans la galerie (1 épisode)
- 1995 : Fallen Angels : Johnny Truelove (1 épisode)
- 1997 : New York Undercover : Forbes (1 épisode)
- 1997 : Oz : Huseni Mershah (2 épisodes)
- 1997-1998 : La Force du destin : Miles Christopher (6 épisodes)
- 2000 : City of Angels : Terry Pinnington (1 épisode)
- 2000 : Hamlet : Laertes
- 2002 : Le Protecteur : Reginald Harris (1 épisode)
- 2003 : K Street : Francisco Dupré (10 épisodes)
- 2005 : New York 911 : Officier Ty Davis Sr. (1 épisode)
- 2008 : Terminator : Les Chroniques de Sarah Connor : Sac Federici (1 épisode)
- 2009 : Kings : Belial (1 épisode)
- 2011 : The Whole Truth (1 épisode)
- 2020 : Self Made : Booker T. Washington (1 épisode)
- 2022-2023 : All Rise : Juge Thomas Marshall (8 épisodes)

### Jeu vidéo
- 2004 : Star Wars: Knights of the Old Republic II - The Sith Lords : Bao-Dur
- 2012 : Syndicate : voix additionnelles